# Констенша (переписна місцевість, Нью-Йорк)
Констенша (англ. Constantia) — переписна місцевість (CDP) в США, в окрузі Освіго штату Нью-Йорк. Населення — 1109 осіб (2020).

## Географія
Констенша розташована за координатами 43°15′29″ пн. ш. 76°0′35″ зх. д. / 43.25806° пн. ш. 76.00972° зх. д. (43.258167, -76.009605).  За даними Бюро перепису населення США в 2010 році переписна місцевість мала площу 7,81 км², з яких 7,79 км² — суходіл та 0,02 км² — водойми.

## Демографія
Згідно з переписом 2010 року, у переписній місцевості мешкали 1182 особи в 506 домогосподарствах у складі 335 родин. Густота населення становила 151 особа/км².  Було 579 помешкань (74/км²).
Расовий склад населення:
| - 97,8 % — білих - 0,7 % — корінних американців - 0,2 % — азіатів - 0,1 % — чорних або афроамериканців |

До двох чи більше рас належало 0,9 %. Частка іспаномовних становила 0,7 % від усіх жителів.
За віковим діапазоном населення розподілялося таким чином: 18,8 % — особи молодші 18 років, 64,1 % — особи у віці 18—64 років, 17,1 % — особи у віці 65 років та старші. Медіана віку мешканця становила 45,2 року. На 100 осіб жіночої статі у переписній місцевості припадало 106,3 чоловіків;  на 100 жінок у віці від 18 років та старших — 105,1 чоловіків також старших 18 років.
Середній дохід на одне домашнє господарство  становив 70 077 доларів США (медіана — 54 261), а середній дохід на одну сім'ю — 100 194 долари (медіана — 82 188). Медіана доходів становила 38 125 доларів для чоловіків та 41 500 доларів для жінок. За межею бідності перебувало 3,2 % осіб, у тому числі 0,0 % дітей у віці до 18 років та 5,1 % осіб у віці 65 років та старших.
Цивільне працевлаштоване населення становило 487 осіб. Основні галузі зайнятості: освіта, охорона здоров'я та соціальна допомога — 28,1 %, роздрібна торгівля — 23,4 %, науковці, спеціалісти, менеджери — 11,1 %, будівництво — 10,1 %.